# Polnische Wirtschaft (Stereotyp)
Polnische Wirtschaft ist ein gegen Ende des 18. Jahrhunderts entstandenes und bis weit ins 20. Jahrhundert, vor allem in Preußen bzw. Deutschland wirksames antislawistisches Stereotyp, mit dem einerseits die angebliche Unorganisiertheit, Ineffizienz und Verlotterung von Polen, andererseits deren angebliche Unterlegenheit den deutschen Wirtschafts- und Ordnungsvorlieben gegenüber bezeichnet wurde.

## Geschichte und Funktion des Begriffs
Die erste der Öffentlichkeit bekannt gewordene Anwendung des Begriffs polnische Wirtschaft enthält der 1723 gedruckte Abenteuerroman Christian Stieffs Schlesischer Robinson oder Frantz Anton Wentzels v. C**, eines schlesischen Edelmanns, denckwürdiges Leben. Der Begriff „polnische Wirtschaft“, wie es scheint, durch Stieff eingeführt, diente überraschenderweise einer Charakterisierung der geringen Tapferkeit deutscher Soldaten, die sich im Jahre 1683 an der Verteidigung Wiens beteiligt hatten. Der Begriff taucht in den 1770er Jahren in den Briefen des frankophilen und nicht als deutschnational bekannten Georg Forster wiederholt auf. Aus Wilna schrieb er am 7. Dezember 1784: „Von der polnischen Wirtschaft, von der unbeschreiblichen Unreinlichkeit, Faulheit, Besoffenheit und Untauglichkeit aller Dienstboten will ich nichts weiter sagen.“ Der Brief beschreibt die Zustände in Polen-Litauen vor dem Hintergrund wachsender Einflussnahme durch eine erstarkende Magnaten-Oligarchie und stammt aus der Zeit der Teilungen des polnisch-litauischen Staates am Ende des 18. Jahrhunderts, die Folge militärischer Konflikte und politischer Korruption sowie zugleich Ursache wirtschaftlicher Depression und gesellschaftlicher Pauperisierung waren. Die noch bis ins 17. Jahrhundert als teilweise fortschrittlich geltende und regional als Großmacht wahrgenommene aristokratische Republik auf Basis einer parlamentarischen Monarchie hatte in der Folge sehr vieler Kriege und inländischer Konflikte (z. B. Konföderationen), die das Land an den Rand des Ruins bewegten, sowie aggressiver Einflussnahme durch ihre absolutistischen Nachbarmonarchien Preußen, Österreich und Russland spätestens ab 1795 ihre Souveränität und staatliche Integrität vollständig verloren.
Während der Zeit der Teilungen diente das Stereotyp polnische Wirtschaft als Instrument der Propaganda zum Beweis der kulturellen Überlegenheit der Deutschen (einschl. Österreicher) gegenüber dem „schlechteren“ und „schwächeren“ Nachbarn, als Erklärungsmuster für die wirtschaftliche und angeblich auch zivilisatorische Rückständigkeit Polens. So veranschaulichte Gustav Freytag in seinem 1855 erschienenen Roman Soll und Haben die angeblich in Polen herrschenden Verhältnisse, indem er die von Polen bewohnte Gegend als „trostlose[n] und verwahrloste[n] Landstrich“ beschrieb, in dem „würdelose, schmutzige, untätige und ‚unkultivierte‘ Bauern leben.“ Auch polnische Adelige, die den Aufstand von 1848 anführten, wurden als „schmutzig“ dargestellt; sie behandelten ihre Untergebenen „wie Hunde“. Diese im Roman beschriebenen Erfahrungen des Protagonisten bestätigen den Leitspruch seines Prinzipals: „Es gibt keine Rasse, welche so wenig das Zeug hat, vorwärts zu kommen und sich durch ihre Kapitalien Menschlichkeit und Bildung zu erwerben, als die slawische.“ Der Protagonist bekennt: „[I]ch stehe jetzt hier als einer von den Eroberern, welche für freie Arbeit und menschliche Kultur einer schwächeren Rasse Herrschaft über diesen Boden abgenommen haben. Wir und die Slawen, es ist ein alter Kampf. Und mit Stolz empfinden wir: auf unserer Seite ist die Bildung, die Arbeitslust, der Kredit.“ Nach der Wiedererlangung der polnischen Unabhängigkeit 1918 blieb der Begriff im Zuge diplomatischer Dispute, der ab 1925 zunehmenden Handelsstreitigkeiten und vor allem nach der Machtergreifung der Nationalsozialisten ein willkommenes Instrument zur politischen Stimmungsmache in der stark politisierten Presse der Weimarer Republik.
Harry Domela verwendet das Stereotyp vom unorganisierten Polen in seinem 1927 erschienenen autobiografischen Roman Der falsche Prinz. Hier beschreibt Domela einen Bauernhof in Brandenburg als „reinste polnische Wirtschaft. Vieh wurde nicht gehalten; daher wurde ohne Rücksicht auf die Kosten aus dem Berliner Schlachthof waggonweise Dung herangeschafft. Alles ging drunter und drüber.“
Nach 1945 blieb in beiden deutschen Staaten und in Österreich ein Gestus der Überlegenheit gegenüber Polen bestehen, gestützt auf das Bewusstsein der angeblichen eigenen ökonomischen Effizienz. So atmete 1950 die Rheinische Post auf, als ein mit Displaced Persons belegtes „Polenlager“ in Solingen aufgelöst wurde: Endlich sei es vorbei mit der „polnischen Wirtschaft“; anstelle des „Nachkriegs-Schandflecks“ werde „bald wieder bergische Sauberkeit in der verschandelten Gegend herrschen“. Nach dem Systemwechsel in Polen 1989 und einem wirtschaftlichen Aufschwung des Landes seit Beginn des 21. Jahrhunderts spielt der Begriff in Anbetracht der zunehmenden ökonomischen und soziokulturellen Verflechtung Polens mit Deutschland, aber auch Österreich, keine Rolle mehr. So zählt Polen mittlerweile mit einem Handelsvolumen von über 167 Milliarden Euro zu den fünf wichtigsten Handelspartnern Deutschlands.

## „Polnische Wirtschaft“ auf deutschsprachigen Bühnen
1910 wurde die Operette Polnische Wirtschaft von Jean Gilbert uraufgeführt. Sie wird im 21. Jahrhundert kaum noch gespielt.
2007 verfasste Bernd Gombold, Bürgermeister von Inzigkofen, das Theaterstück Polnische Wirtschaft oder Gute Lügen leben länger. Es erfreut sich großer Beliebtheit bei Laientheatern und deren Publikum. Der Kölner Stadt-Anzeiger ist sich über die Wirkung der Wiederbelebung des alten Stereotyps zunächst unsicher („Ob Autor Bernd Gombold […] wirklich nur ‚Polnische Wirtschaft‘ beschreiben wollte, bleibt offen.“), kommt dann aber zu dem Schluss, dass Gombold Vorurteile bediene, um sie zu entlarven. In Österreich wurde das Stück 2015 unter dem Titel In Polen wird nichts gestohlen aufgeführt.
In beiden Bühnenwerken kommen zwar Polen vor. Hauptverantwortlich für das Chaos, das die Werke vorführen, sind jedoch in beiden Werken Deutsche.

## Begriffsbedeutung
Der in dem Begriff polnische Wirtschaft enthaltende Wortbestandteil „Wirtschaft“ bündelt verschiedene normative, politische und soziale Bedeutungsebenen. Der Begriff „Wirtschaft“ ist in der deutschen Sprache vielfältig einsetzbar. Das Wort bezieht sich nicht nur auf die Produktion knapper Güter und deren Konsum, sondern ist auch Kurzbezeichnung für eine Gaststätte; er bezeichnet Branchen wie die Landwirtschaft oder die Forstwirtschaft und bezieht sich auf die Hauswirtschaft sowie auf die Tätigkeit des Wirtschaftens. Die Gesamtheit der wirtschaftlichen Tätigkeiten wird von der Betriebswirtschaftslehre und der Volkswirtschaftslehre erfasst. So kann unter „polnische Wirtschaft“ nahezu alles gefasst werden, von einem auf der Straße liegengelassenen Koffer eines Kindes, über einen am Samstag nicht gefegten Fußweg vor dem Haus, bis hin zum Milliardendefizit im Staatsbudget. Der Kern des Stereotyps liegt in der Verurteilung des unwirksamen Handelns und der Machtlosigkeit, wobei die Eigenschaft der Unordentlichkeit lediglich das unwirksame Handeln fördert. Der Begriff wurde und wird teilweise noch nicht nur auf Polen, sondern auch auf Verhältnisse in anderen Ländern bezogen, bei denen es angeblich nach Art einer „polnischen Wirtschaft“ zuging bzw. zugeht.

## Analoge Begriffsbildungen in anderen Sprachen und bei anderen Völkern
Die Sozialpsychologie, die dem das eigene Volk aufwertenden und das Nachbarvolk abwertenden Stereotyp zugrunde liegt, ist auch in anderen Teilen Europas bekannt: So sprachen im 19. Jahrhundert Franzosen verächtlich von der »auberge espagnole« der Spanier und Tschechen von »turecké hospodářství« der Türken.

## Die „polnische Wirtschaft“ als Stereotyp und die reale Volkswirtschaft Polens
1991 äußerte der damalige FPÖ-Vorsitzende Jörg Haider: „Wenn ich da an die Polen denke, die glauben, daß sie ohne entsprechende Arbeitsleistung den Wohlstand des Westens erringen werden. Wenn ich mir den Lech Wałęsa anschau, der ja, seit er Präsident ist, mehr breit als hoch geworden ist, dann ist das symbolisch für diese Denkungsart, die dort herrscht, daß man glaubt nur mit Erbschaft im Westen die Tragik im Osten kosmetisch überbrücken zu können und zu Wohlstand zu kommen. Wer nicht gelernt hat zu arbeiten, der wird auch in der Zukunft kein Wohlstandsgebiet aufbauen können, und das muß also auch an die Osteuropäer gesagt werden.“
Der polnische Publizist Adam Krzemiński schrieb im März 2000:
„Erst wenn der in Deutschland übliche Begriff der ‚polnischen Wirtschaft‘ nicht mehr für Unordnung und Indolenz, sondern für Flexibilität und Dynamik stehen wird, kann es wirklich zu einem Ausgleich zwischen diesen beiden schwierigen Nachbarn kommen.“

Viele Deutsche zeigten sich nach 1989 darüber überrascht, dass die Voraussetzungen für das neue kapitalistische System in Polen schon zu Zeiten des kommunistischen Regimes geschaffen wurden. Immer wieder hatten sich Hunderttausende von Selbstständigen aufgrund schrittweise erstrittener Reformen schon vor dem Systemwechsel das Rüstzeug für ihr späteres Unternehmertum zugelegt. Diese praktischen „Managementseminare“ haben die DDR-Bürger nicht genossen. Auch ohne massive Hilfe aus dem Westen erholte sich so die Wirtschaft Polens nach dem Zusammenbruch des planwirtschaftlichen Systems schneller als die Wirtschaft des angeblich von polnischer Wirtschaft freien Ostdeutschlands.
Der lange Zeit anhaltende Erfolg der Wirtschaft Polens im Vergleich zu anderen postkommunistischen Staaten sorgte dafür, dass der Begriff polnische Wirtschaft immer mehr zu einem Synonym und einer stilistischen Variante des Begriffs reale Volkswirtschaft Polens geworden ist. Allerdings klagte noch im Februar 2015 eine polnische Stadtführerin in Warschau über deutsche Touristen: „Polen als Erfolgsgeschichte? Das glauben viele einfach nicht.“
In den 2010er Jahren wurde das positive Urteil über Polens Wirtschaft relativiert. So kritisierte Nils Kreimeier in einem „Wie verloren ist Polen?“ betitelten Artikel in der Ausgabe vom September 2016 des Wirtschaftsmagazins Capital, dass die von der PiS geführte polnische Regierung einen „antideutschen und EU-feindlichen Kurs“ fahre und damit „ausgerechnet an den beiden Säulen, die den Wirtschaftsboom befeuert haben“, rüttele. Folge: „Die ersten Indikatoren zeigen schon nach unten“.
Allerdings wurden bereits vor der Neuwahl des Sejm, dem parlamentarischen Unterhaus, am 15. Oktober 2023 die Daten zur Wirtschaft Polens 2022 überwiegend positiv bewertet. Der Machtverlust der PiS nach dieser Wahl und die damit verbundene Hinwendung der nunmehr von Donald Tusk geführten neuen Mitte-Links-Regierung zu einer pro-europäischen Politik führten zu einem steilen Anstieg des Wechselkurses des Złoty.
Letztlich hat Polen seit 1989 starke wirtschaftliche Fundamente gelegt, um sich an das Niveau der meisten Staaten Westeuropas anzunähern. Die wirtschaftliche Entwicklung Polens stützt sich heute im hohen Maß auf den Anstieg des Binnenkonsums, der durch niedrige Arbeitslosigkeit und steigende Löhne, aber auch den Ausbau des Sozialstaates sowie Transferleistungen der Europäischen Union gestützt wird.

## Empirische Untersuchungen zum Polenbild der Deutschen
Im Lichte der Ergebnisse repräsentativer Meinungsumfragen lässt sich eine allmähliche Verbesserung des Polenbildes unter der deutschen Bevölkerung feststellen. So sank z. B. von 2000 bis 2006 der Anteil der Deutschen, die Polen für „rückständig“ halten, von 44 auf 32 %, und nur noch 30 statt 37 % bewerteten 2006 Polen als „unehrlich“.
Die Bertelsmann-Studie: „Im Osten was Neues? Das Bild Polens und Russlands in Deutschland 2013“ stellt fest, dass weiterhin alte Vorurteile gegenüber Polen zwar langsam, aber stetig auf dem Rückzug seien.
Viktoria Großmann stellte in einem Artikel der „Süddeutschen Zeitung“ fest, dass die Beziehung der Regierungen Deutschlands und Polens sich in der ersten Hälfte des Jahres 2023 auf einem Tiefpunkt befunden habe. So äußerte noch im Juni 2022 der PiS-Politiker Jarosław Kaczyński bei einem Treffen mit Bürgern: „Ich weiß nicht, ob Deutschland sich gegen Russland oder gegen uns aufrüsten will.“ Allerdings hätten die Bevölkerungen beider Staaten sich bereits nach dem Überfall Russlands auf die Ukraine am 24. Februar 2022 wieder angenähert, insbesondere als Begleiterscheinung der Unterstützung der Ukraine durch beide Staaten. Polen zahlte im Juni 2023 relativ (gemessen am Bruttoinlandsprodukt des Landes) mehr für die Unterstützung der Ukraine als Deutschland.